# Rivière Mistaouac
Pour les articles homonymes, voir Mistaouac.
La rivière Mistaouac est un affluent de la rivière Wawagosic, coulant dans la municipalité de Eeyou Istchee Baie-James (municipalité), dans la région administrative du Nord-du-Québec, au Québec, au Canada. Le cours de la rivière Mistaouac traverse successivement les cantons d'Estrades, d'Orvilliers, de Puiseaux et Brouillan.
La foresterie constitue la principale activité économique du secteur ; les activités récréotouristiques, en second. La zone est desservie par quelques routes forestières secondaires.
La surface de la rivière est habituellement gelée de la fin novembre à la fin avril, toutefois la circulation sécuritaire sur la glace se fait généralement du début de décembre à la mi-avril.

## Géographie
Les bassins versants voisins de la rivière Mistaouac sont :
- côté nord : rivière Wawagosic, rivière Turgeon ;
- côté est : rivière Plamondon, rivière Angle, rivière Harricana ;
- côté sud : lac Newiska, rivière Kadabakato, rivière Wawagosic ;
- côté ouest : rivière Wawagosic.

La rivière Mistaouac prend sa source à l'embouchure du lac Newiska (altitude : 260 m) lequel est alimenté par le ruisseau Dudemaine émissaire du lac Mistaouac. Lac Nemiska est situé à l'est de la rivière Wawagosic et à l'ouest de la rivière Plamondon.
À partir de sa source, la rivière Mistaouac coule sur environ 40 km entièrement en zone forestière selon ces segments :
- 1,4 km vers le sud-ouest dans le canton d'Orvilliers, jusqu'à la limite du canton d'Estrades ;
- 4,0 km vers le sud-ouest jusqu'au ruisseau Nekwackak (venant du sud-est) ;
- 3,3 km vers le nord-ouest, jusqu'à la limite du canton d'Orvilliers ;
- 13,1 km vers le nord-ouest dans le canton d'Orvilliers, jusqu'à la limite du canton de Puisseaux ;
- 5,9 km vers le nord-ouest dans le canton de Puisseaux en traversant la réserve de biodiversité Esker-Mistaouac, jusqu'à un ruisseau (venant vers le Sud) ;
- 9,2 km vers le nord-ouest en entrant dans le canton de Brouillan en fin de segment, jusqu'à son embouchure[2]. L'embouchure de la rivière est désignée « confluent Nekuwacka » en langue algonquine.

L'embouchure de la « rivière Mistaouac » qui se déverse sur la rive Est de la rivière Wawagosic, est situé en zone forestière à :
- 27,9 km au sud-est de l'embouchure de la rivière Wawagosic (confluence avec la rivière Turgeon) ;
- 59,6 km à l'Est de la frontière Ontario-Québec ;
- 36,0 km au sud-est de l'embouchure de la rivière Turgeon (confluence avec la rivière Harricana) ;
- 41,1 km au nord-ouest du centre du village de Joutel.

## Toponymie
L'embouchure de la rivière est désignée « confluent Nekuwacka » en langue algonquine.
Le toponyme « rivière Mistaouac » a été officialisé le 5 décembre 1968 à la Commission de toponymie du Québec, soit à la création de cette commission.